# Baeumleria nothofagi
Baeumleria nothofagi är en svampart som först beskrevs av Henn., och fick sitt nu gällande namn av Petr. & Syd. 1927. Baeumleria nothofagi ingår i släktet Baeumleria och familjen Phyllachoraceae.   Inga underarter finns listade i Catalogue of Life.